# Longána
A longána, longán vagy sárkányszem (Dimocarpus longan) egy trópusi fafaj. A szappanfák (Sapindaceae) családjának egyik legismertebb tagja, amelyhez a licsi és a rambután is tartozik.
A longána kantoni nyelven (lùhng-ngáahn: 龍眼) 'sárkányszemet' jelent, innen ered a növény szó szerinti elnevezése. Azért nevezték így, mert szemgolyóra hasonlít, amikor a gyümölcsöt kifejtik (mivel a gyümölcs húsa áttetsző, a fekete mag úgy látszik mintha pupilla lenne).

## Leírása
A mag kicsi, kerek, kemény és zománcszerű. A teljesen érett, frissen betakarított gyümölcs héja barna és vékony. A héjon belül található szinte átlátszó, pépes gyümölcsből egyszerűen ki lehet pattintani a kis magot. Ha a héj nedvességtartalma nagyobb, a héj puhább és könnyebben hámozhatóbb lesz. A héj érzékenysége az idő előtti betakarítástól, a fajtától, az időjárástól vagy a szállítási, tárolási körülményektől függően változhat. A gyümölcs hasonló a licsihez, de ízben kevésbé aromás.
A longána a trópusi Ázsiában és Kínában őshonos.

## Megjelenése

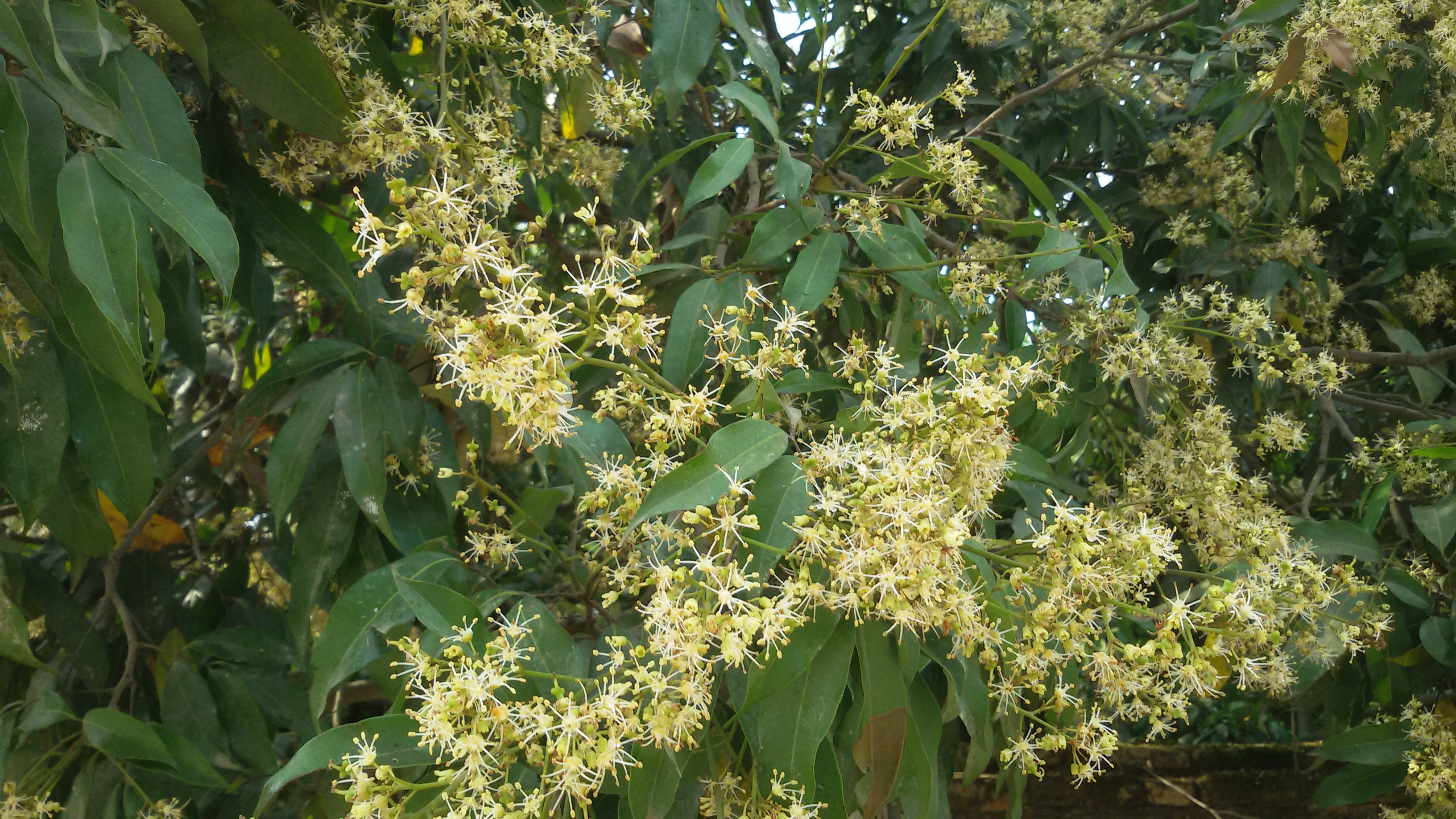
Longán lelógó virágai.

Az éghajlattól és a talajtípustól eltérően a fa 30 m magasra is megnőhet, de jellemzően 9-12 méteres. A törzs 1-0,8 m vastag és parafa kérges, az ágak hosszúak, általában lelógóak. A levelek hosszúkásak és tompa végűek, körülbelül 10-20 cm hosszúságúak és 5 cm szélesek. A fa világossárga virágzatot hoz az ágak végén, kis virágokon 5-6 csészelevél található. A gyümölcsök nagy fürtökben lóg le a fáról. 

## Felhasználása
A lédús és zamatos gyümölcsét a mezőgazdaságban használják fel. A magot és a héjat nem fogyasztják. Amellett, hogy más gyümölcsökhöz hasonlóan nyersen is eszik, a longána gyümölcsét gyakran teszik ázsiai levesekbe, édességekbe/desszertekbe, ételekbe, akár frissen, akár szárítva, néha tartósítva és szirupba főzve is.
A kínai táplálkozási terápiában és a gyógynövénygyógyászatban úgy tartják, hogy hatással van a relaxációra. Az ókori vietnámi gyógyászatban a longán mag szemét a kígyómaráshoz nyomták, hogy felszívja a mérget (ez nem volt hatékony, de a 21. században még mindig használják.

## Képtár

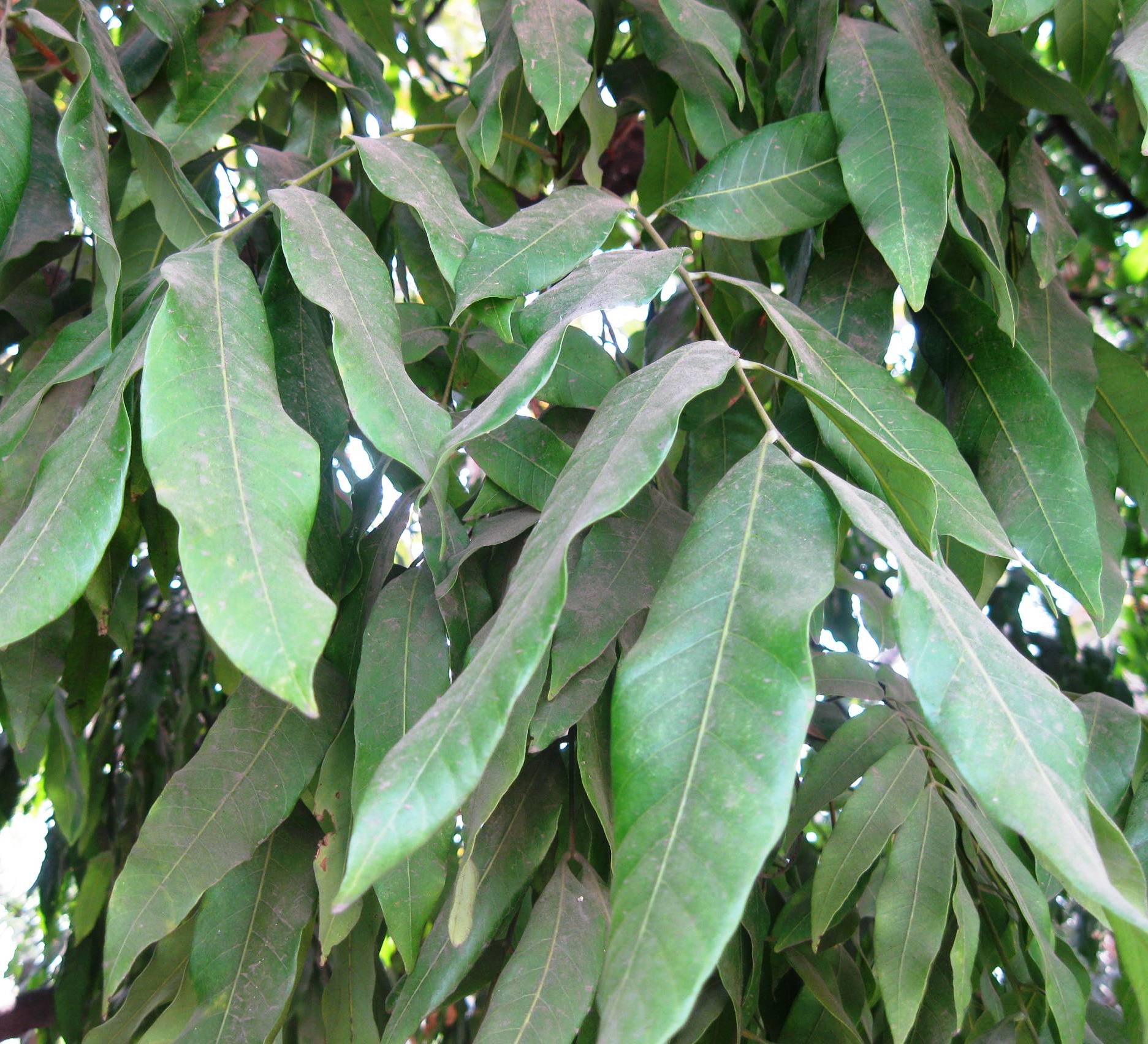
Longána hosszú levelei.
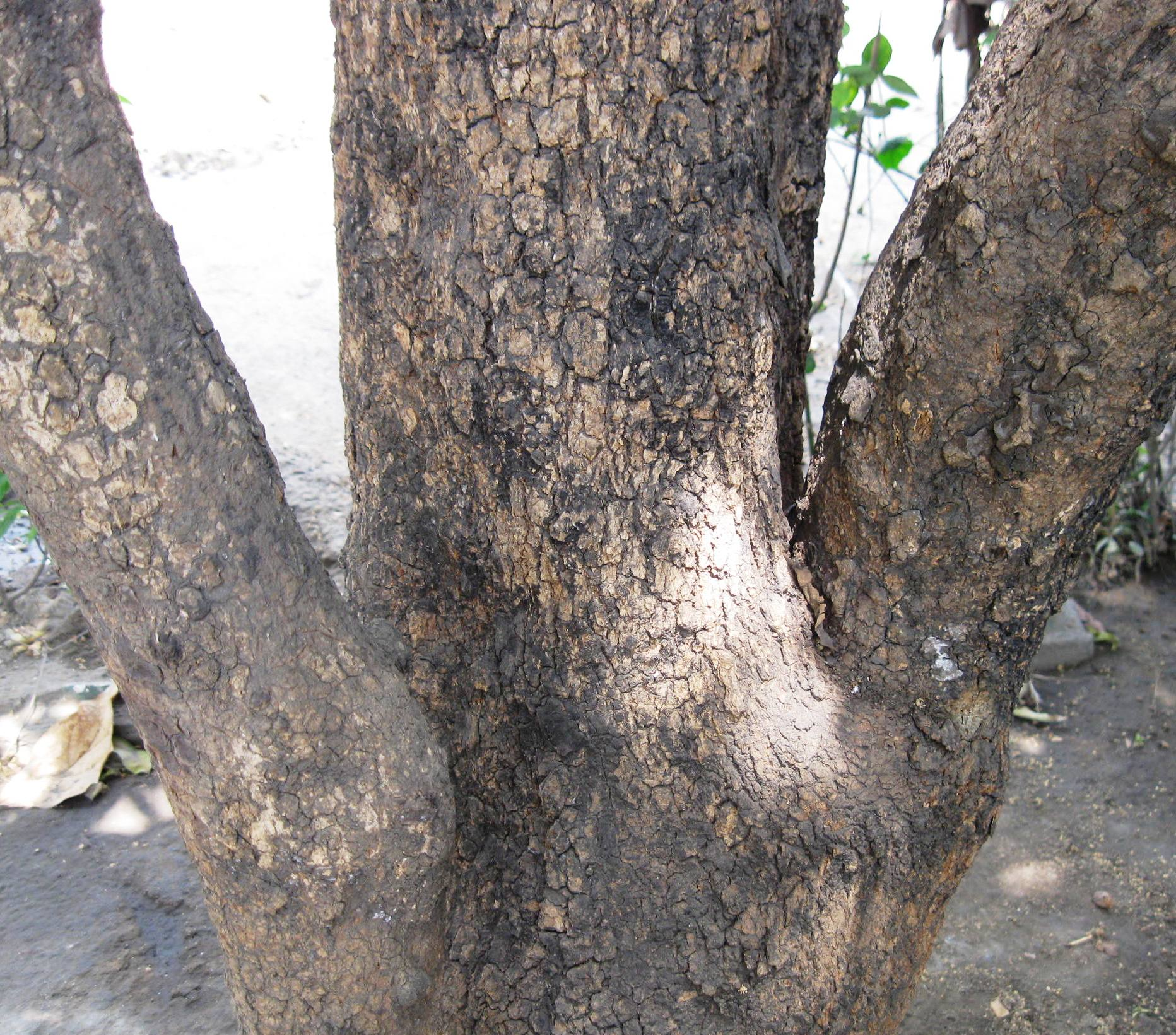
Sárkányszem törzse.
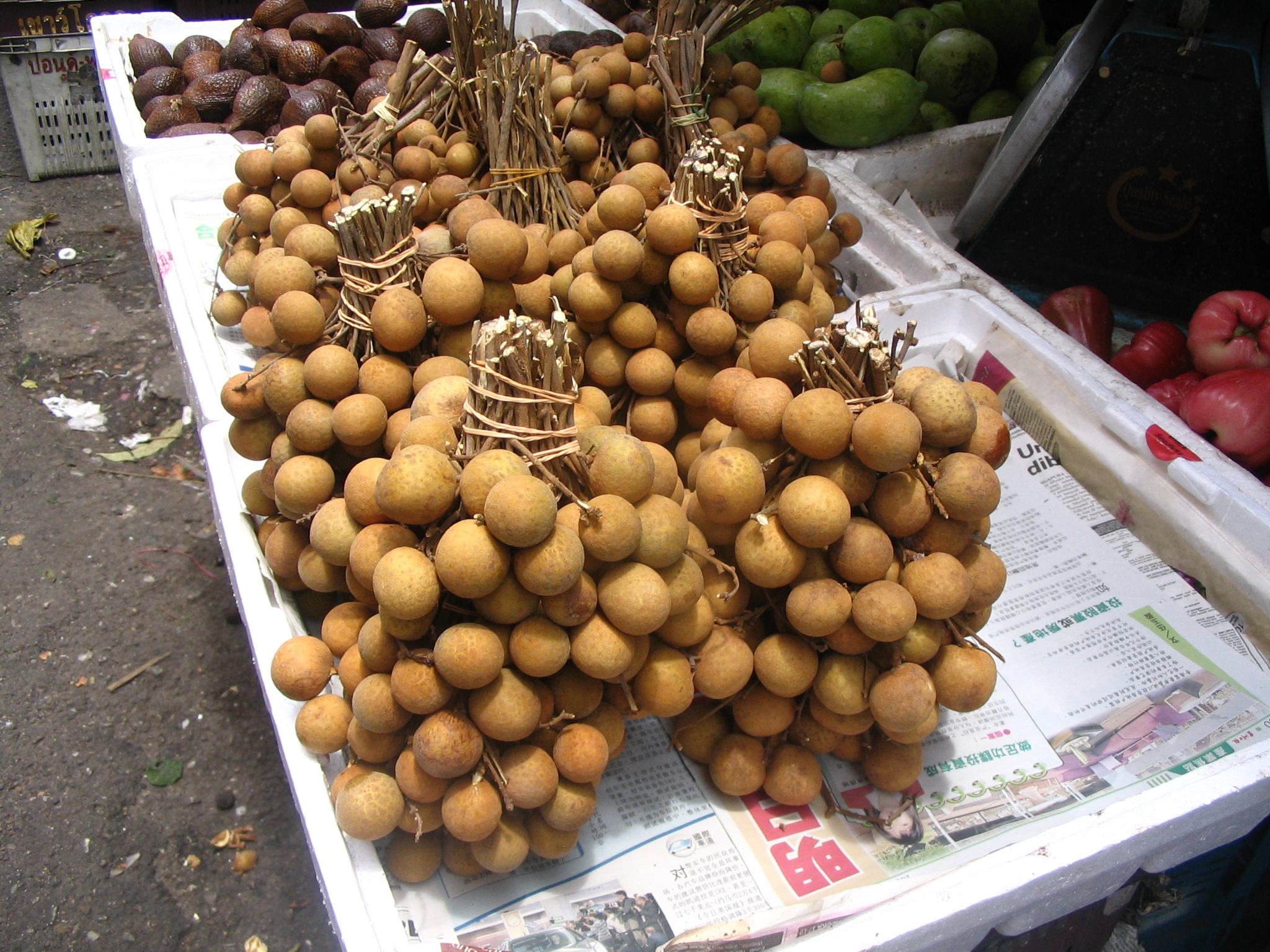
Termése egy helyi piacon.
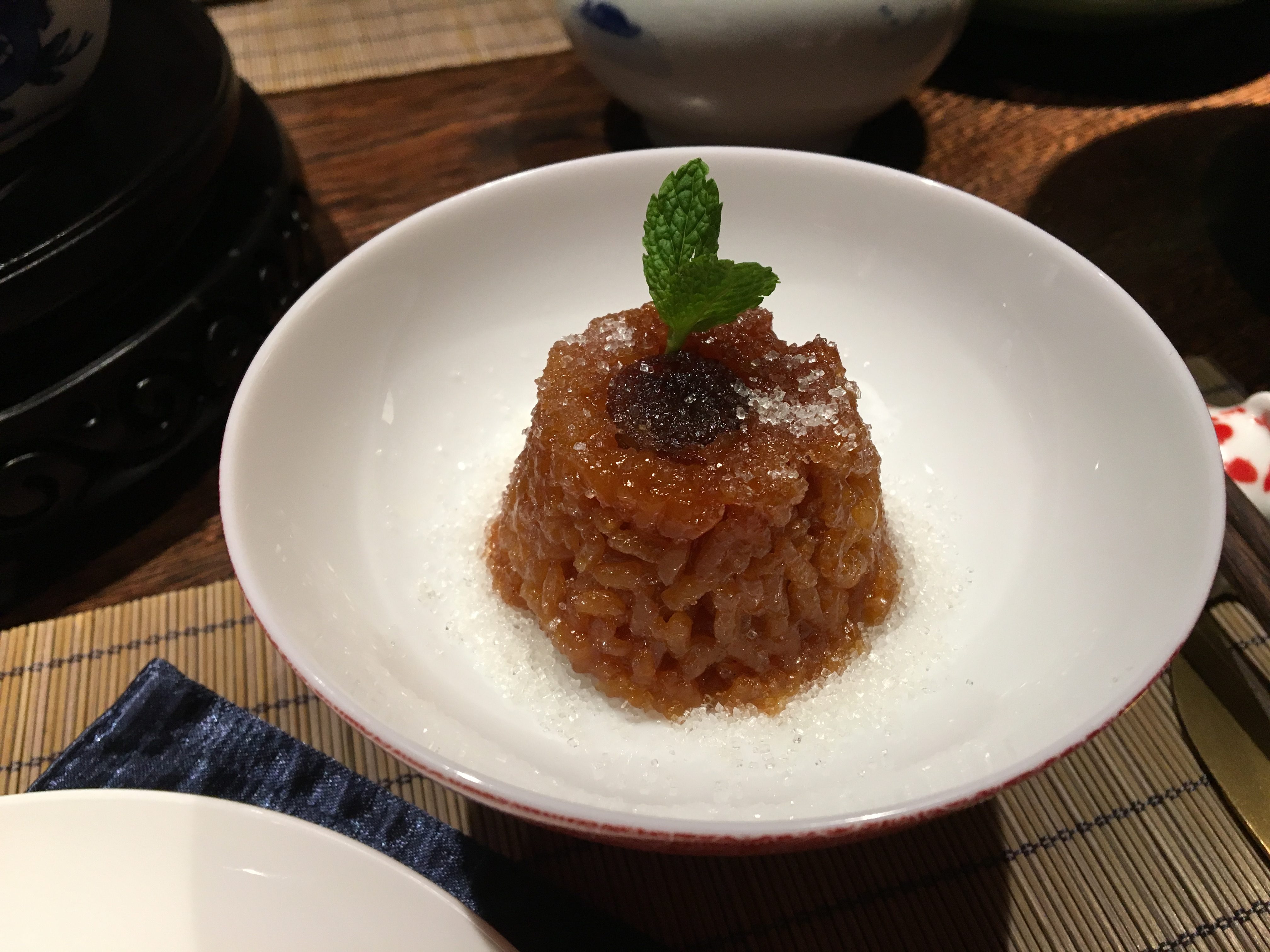
Desszert egy longán gyümölcséből.
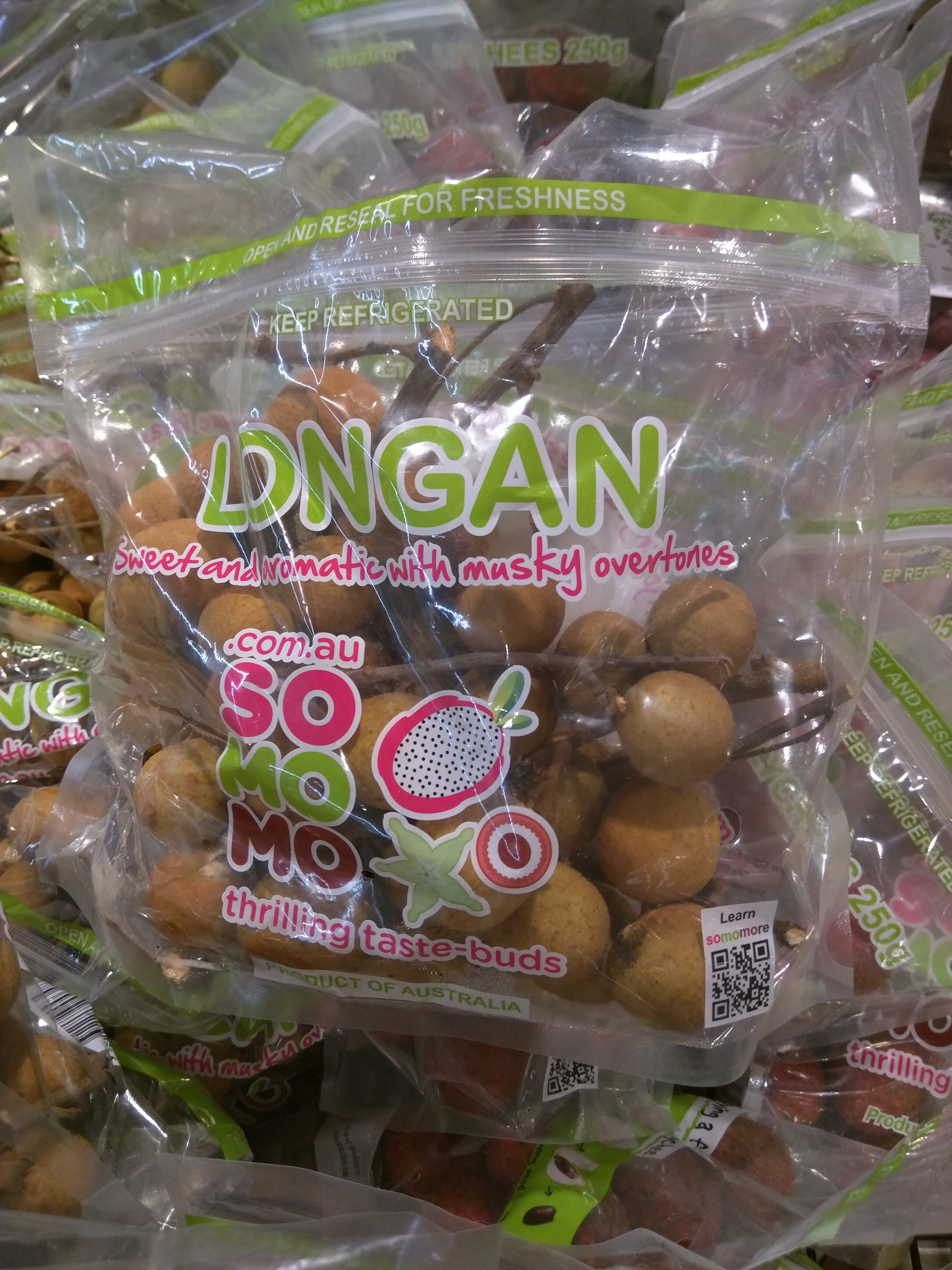
Sárkányszem zacskókban árusítva.

## Alfajai
- D. longan var. echinatus Leenhouts (Borneó, Fülöp-szigetek)
- D. longan var. longetiolatus Leenhouts (Vietnám)
- D. longan subsp. malesianus Leenh. (Délkelet-Ázsia)
- D. longan var. obtusus (Pierre) Leenh. (Indokína)

## Fordítás
- Ez a szócikk részben vagy egészben  a   Longan című angol Wikipédia-szócikk ezen változatának fordításán alapul.  Az eredeti cikk szerkesztőit annak laptörténete sorolja fel. Ez a jelzés csupán a megfogalmazás eredetét és a szerzői jogokat jelzi, nem szolgál a cikkben szereplő információk forrásmegjelöléseként.